# Enea Jorgji
Enea Jorgji (Elbasan, 15 agosto 1985) è un arbitro di calcio albanese.